# NGC 6811
NGC 6811 est un amas ouvert situé dans la constellation du Cygne. Il a été découvert par l'astronome britannique John Herschel en 1829.
Selon la classification des amas ouverts de Robert Trumpler, cet amas renferme moins de 50 étoiles (lettre p) dont la concentration est faible (IV) et les magnitudes se répartissent sur un petit intervalle (le chiffre 1),. Toutefois, le site Lynga indique une autre classification, soit III (concentration moyennement faible) 1 et r (riche en étoiles (plus de 100)). Curieusement, Lynga indique également un nombre inférieur de membres, soit 70 étoiles. La classification de ces deux sources est cependant en contradiction avec une publication récente qui rapporte que 363 étoiles sont membres de l'amas.

## Observation
La magnitude visuelle de 6,8 ne permet pas de voir cet amas à l'œil nu, mais on peut l'observer assez aisément avec de petites jumelles.

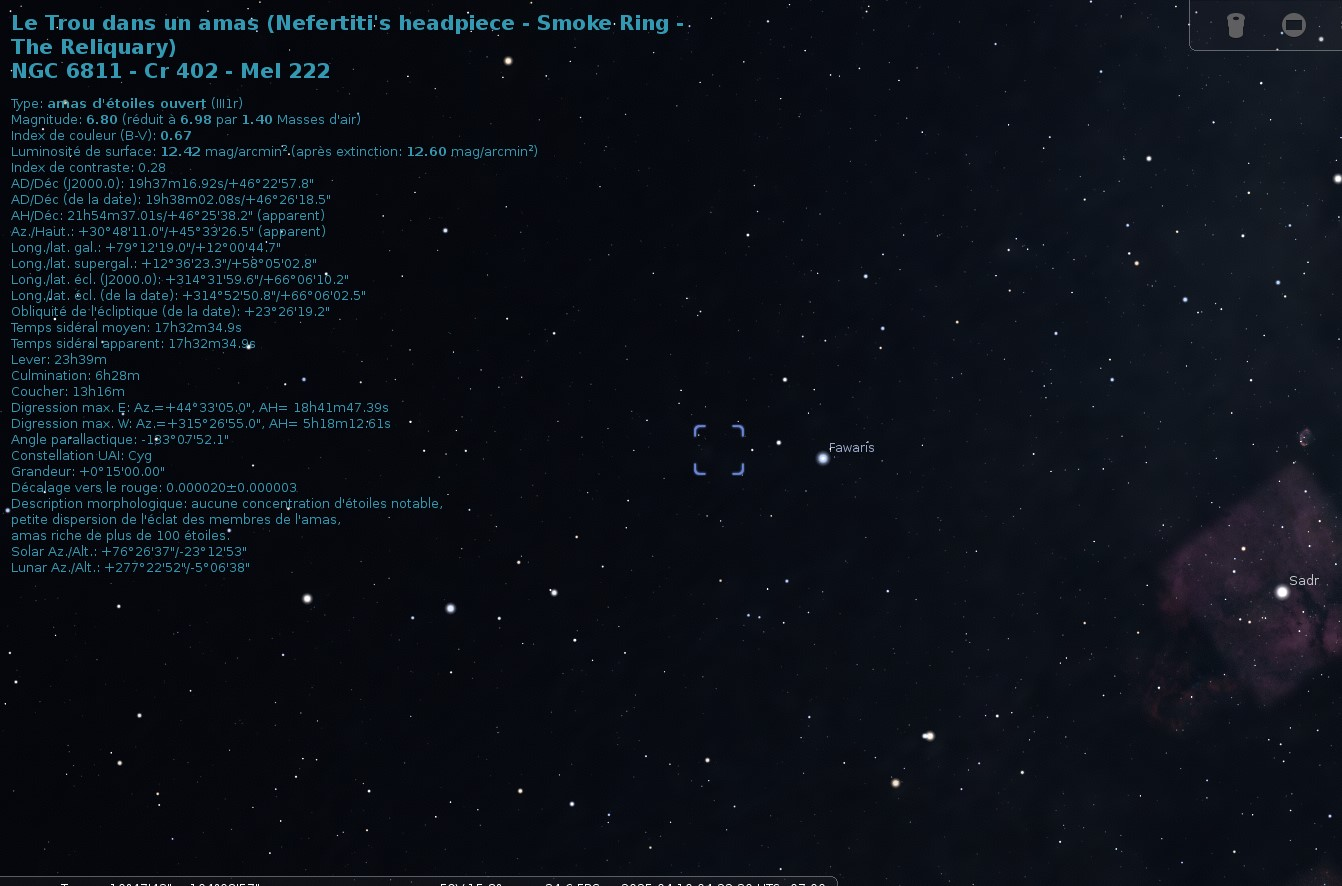
Emplacement de NGC 6811 dans la constellation du Cygne.

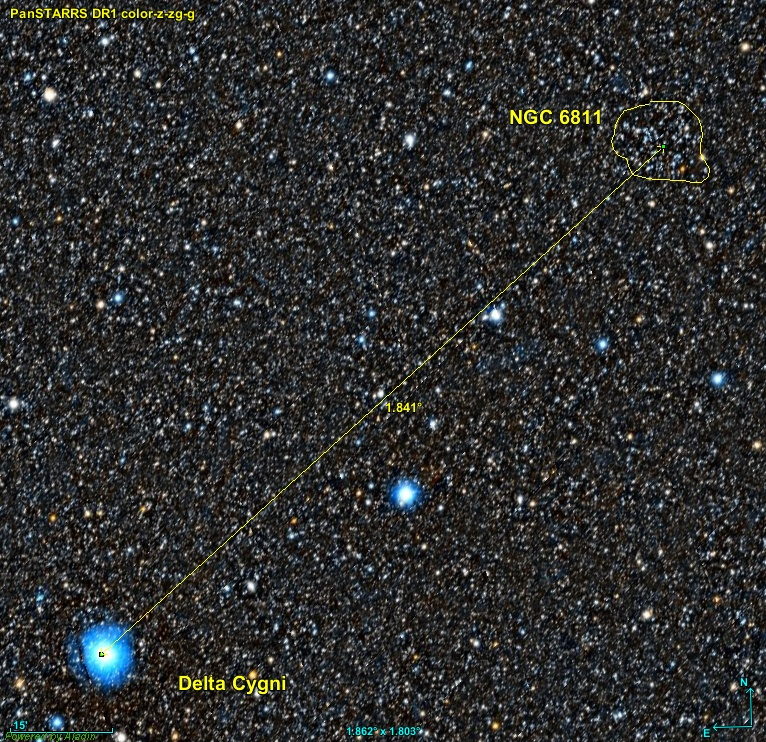
Position de NGC 6811 par rapport à l'étoile delta Cygni.

NGC 6811 est à environ 1,8° au nord-ouest de l'étoile Fawaris delta Cygni.

## Caractéristiques
Plusieurs caractéristiques apparaissent sur la base de données Simbad, mais une publication très récente (2023) basée sur les mesures de la parallaxe par le satellite Gaia a permis une mise à jour importante des données. Les données du « GAIA EARLY DATA RELEASE 3 (GAIA EDR3) » ont également permis aux auteurs (Almeida, Monteiro et Dias) de cette publication d'estimer la masse de 773 amas ouverts, dont celle de NGC 6940 qui est de 646 ± 129 {\displaystyle M_{\odot }}.

### Distance, taille et vitesse
Cet amas est à 1 107 ± 7 pc du système solaire.
Six valeurs de la distance sont aussi indiquées sur la base de données Simbad allant de 1 102 pc à 1 259 pc. Trois de ces valeurs sont cependant basées sur les mesures récentes effectuées par le satellite Gaia : 1,152 ± 0,056 kpc (∼3 760 al), environ 1 261,0 pc (∼4 110 al) et 1 102 ± 13 pc (∼3 590 al) pour une moyenne de 1 139 ± 31 pc (∼3 710 al). Les valeurs des trois autres mesures sont légèrement plus grande. La distance moyenne des six valeurs est égale à 1 190 ± 61 pc (∼3 880 al), ce qui est en accord avec la distance proposée par Almeida, Monteiro et Dias.
La taille apparente de l'amas est de 15 minutes d'arc, ce qui, compte tenu de la distance égale à 1 139 ± 31 pc et grâce à un calcul simple, équivaut à une taille réelle de 15,8 ± 0,1 al.
La grandeur de la vitesse radiale de l'amas a été rapportée dans neuf publications récentes (de 2017 à 2022). Selon ces valeurs, la vitesse de l'amas est égale à 736 ± 64 km/s.

### Métallicité
Simbad rapporte huit valeurs de la métallicité (Fe/H) comprises entre -0,102 et 0,032. Selon Almeida et ses collègues, la métallicité de l'amas est égale à 0,021 ± 0,025. Selon cette veleur, le pourcentage d'éléments lourds (plus lourd que l'hydrogène et l'hélium) de cet amas serait compris entre 99% et 111% (100,021 ± 0,025) de celui du Soleil.

## Les étoiles de NGC 6811
Les auteurs d'une publication parue en 2011 basée sur les données recueillies par le télescope spatial Kepler ont examiné les données de quelque 6000 spectres de presque 3100 étoiles situées sur la sphère céleste dans le voisinage de NGC 6811. De ce nombre, 363 étoiles sont membres ou membres candidates de l'amas. Le spectre de 228 de ces étoiles ne montre pas de variation de vitesse, indiquant ainsi qu'elles sont isolées. Les auteurs ont déterminé que la période de rotation de 71 naines blanches va de un à onze jours délimitant ainsi leur type spectral du milieu du type F au début du type K. Selon ce résultat, l'âge de l'amas serait plutôt d'un milliard d'années et non dans les environs de 600 millions.
NGC 6755 renferme au moins une étoile traînarde bleue.
Simbad montre aussi un bouton nommé Children. En cliquant sur ce bouton, on atteint une section de cette base de données qui renferme un tableau contenant 1593 entrées pour NGC 6811. Cependant, des étoiles (les Children) peuvent apparaître plusieurs fois dans la deuxième colonne du tableau, d'où le nombre de liens bibliographiques qui est supérieure au nombre d'étoiles. La quatrième colonne de ce tableau indique la probabilité que l'étoile appartienne à l'amas. En cliquant sur le titre de cette colonne, on peut classer la probabilité par ordre croissant ou décroissant. En cliquant sur la désignation de l'étoile, on atteint la page de Simbad qui résume ses propriétés.